# Marie Holmgren
Marie Holmgren, född 1953, är en svensk konstnär.

## Biografi
Marie Holmgren utbildade sig på Konsthögskolan Valand 1971-76. Holmgren var 2004-2009 verksam som projektledare och senare konsult 2009-2011 på Statens konstråd. Hon har även själv arbetat med konst för den offentliga miljön, till exempel Rågårdens avdelning för rättspsykiatri på uppdrag av Västra Götalandsregionen som färdigställdes 2012.
Marie Holmgren arbetade mellan 1992 och 2006 som universitetslektor i Färg och Form på HDK (Högskolan för konst och design vid Göteborgs Universitet). Senare blev hon utbildningsansvarig för HDK:s Magisterutbildningen i tillämpad konst mellan 2002 och 2006. Under åren 2006-2007 arbetade Marie Holmgren som projektanställd för ett arbete med forskningsfrågor för Konsthantverksutbildningen vid Göteborgs Universitet. Som ett resultat av detta projekt skrev hon boken "Tiden som är för handen" tillsammans med Nina Bondeson.
Hon har ställt ut separat och i grupp bland annat på Eskilstuna konstmuseum, Göteborgs konstmuseum och Dalslands konstmuseum. Hon har flera separatutställningar bakom sig på bland annat Galleri Thomassen och Galleri Oijens.

## Offentliga uppdrag
- Västra Götalandsregionen, Rågården, rättspsykiatri, 2012
- Värmlands läns landsting Glaslaminat till Tvagningsrum och Avskedsrum 2010 - 11
- Västra Götalandsregionen Tuft och teckning 2009 - 12
- Bostads AB Poseidon, målningar och terazzogolv i fyra trapphus 1996
- Göteborgs kommun, fasadmålning 1990
- Borås lasarett, triptyk i trä och akryl 1989
- Sahlgrenska sjukhuset, freskmålning/ Stuccolustro 1986
- Göteborgs kommun Hagaskolan, kakelmosaik 1985
- Riksbyggen Göteborg, målningar i trapphus 1982